# Puits Blain
Puits Blain este o comună din arondismentul Port-au-Prince, departamentul Ouest, Haiti.